# Gare de Saint-Rémy-sur-Orne
Gare de Saint-Rémy-sur-Orne vasútállomás Franciaországban, Saint-Rémy településen.

## Vasútvonalak
Az állomást az alábbi vasútvonalak érintik:
- Cean–Cerisy-Belle-Étoile-vasútvonal

## Kapcsolódó állomások
A vasútállomáshoz az alábbi állomások vannak a legközelebb: